# St. Elmo's Fire
St Elmo's Fire är en amerikansk ungdomsfilm från 1985 i regi av Joel Schumacher.
Titeln syftar på det som på svenska kallas Sankt Elmseld, en svag elektrisk urladdning från till exempel masttoppar. Likt Sankt Elmseld, som är ett ofarligt fenomen, nämns det i filmen att vissa saker är "ofarliga/inbillning".

## Handling
Filmen handlar om sju vänner som gått ut skolan och hur de anpassar sig till livet efter skolan. Billy (Rob Lowe) har blivit pappa under skoltiden, men klarar inte av rollen, Wendy (Mare Winningham) är blyg, Jules (Demi Moore) har börjat med kokain, Kirby (Emilio Estevez) söker den perfekta kvinnan, Kevin (Andrew McCarthy) vill bli journalist och Alec (Judd Nelson) friar ständigt till Leslie (Ally Sheedy), men Leslie känner sig osäker på om Alec verkligen är mannen i hennes liv.

## Rollista i urval
| Emilio Estevez  | – Kirby "Kirbo" Keager |
| Andrew McCarthy | – Kevin Dolenz         |
| Rob Lowe        | – Billy Hicks          |
| Judd Nelson     | – Alec Newbury         |
| Ally Sheedy     | – Leslie Hunter        |
| Demi Moore      | – Jules Van Patten     |
| Mare Winningham | – Wendy Beamish        |
| Andie MacDowell | – Dale Biberman        |

## Om filmen
St Elmo's Fire ses av vissa tillsammans med Breakfast Club som en av 1980-talets största Hollywoodfilmer för ungdomar, med stora delar av 1980-talets Brat Pack i rollbesättning, bland andra Emilio Estevez, Rob Lowe, Andrew McCarthy, Judd Nelson, Ally Sheedy och Demi Moore. 
Filmens ledmotiv "St. Elmo’s Fire (Man In Motion)" som framförs av John Parr blev nominerad till en Grammy.